# 日本折紙学会
日本折紙学会（にほんおりがみがっかい、英：Japan Origami Academic Society、略称：JOAS）は、1990年（平成2年）に設立された折紙探偵団を起源とする、1999年（平成11年）4月に設立された学会である。
折り紙の専門研究と折り紙の普及の促進、ならびに、それらを通しての広く国内外の折り紙愛好家との交流の促進を目的とする。

## 沿革
- 1990年
  - 折紙探偵団として設立。
  - 4月　会報「折紙探偵団新聞」の発行を開始。
- 1995年
  - 5月　第1回折紙探偵団コンベンションを開催。
- 1996年
  - 8月に亡くなった吉野一生を偲んで、吉野一生基金を設立。
- 1999年
  - 4月　会の名称を日本折紙学会に改称。
  - 5月　機関誌「折紙探偵団マガジン」を創刊。
  - 10月　折紙探偵団関西友の会発足。
- 2005年
  - 8月　折紙探偵団東海友の会発足。
- 2008年
  - 3月　折紙探偵団九州友の会発足。
- 2014年
  - ８月　第6回折り紙の科学・数学・教育国際会議（6OSME）を開催。
- 2015年
  - 8月　国際大学折紙連盟（ICOA）発足
- 2016年
  - 11月　折紙探偵団東北友の会発足。

## 会合
折紙探偵団コンベンション
- 国内は勿論、海外からも折り紙愛好家が集まり、講演会・折り紙教室・作品展示・懇親会などが行われるイベントで、近年の参加人数は400人を数える。
- コンベンション中には「JOAS折り紙創作コンテスト」が開かれる。これには、新進創作家の発掘という意義も加わっている。

折紙探偵団地方コンベンション
- 日本折紙学会の支援の下、各地の「折紙探偵団友の会」によって企画・開催されるイベントで、各地域ごとの特色を生かした運営となっている。

折り紙の科学・数学・教育研究集会
- 幅広い分野の研究者と連携し、半年ごとに研究集会を開催している。

## 出版物
折紙探偵団マガジン
- 複雑な作品の新作や季節感あふれる作品の折り図・展開図や、折り紙作家による折り紙創作法・歴史などの折り紙研究記事、エッセイなどが載る専門誌。隔月刊行。
- 中心的活動のひとつとされている。

折り紙の科学
- 折り紙に関連した研究を促進・集約するために2011年より刊行。2023年6月よりオープンアクセスに移行し、過去本誌に掲載された論文、今後に掲載される論文が無料で閲覧できるようになった。

会員特別配布資料
- 「折紙探偵団マガジン」には編集の都合で掲載しきれない論文や折り図、その他特別に企画された折り紙グッズなど。

折紙探偵団コンベンション折り図集
- 折紙探偵団コンベンションに合わせて発行される、それぞれの作家が投稿した折り図をまとめた作品集

## 国際大学折紙連盟
大学の折り紙サークルの恒常的な継続とグローバルな発展を目指すことを目的とする、日本折紙学会の下部組織。2015年8月に設立。
国内外の大学サークル・学生による折り紙作品の展覧会を各地で行っている。